# Jelenča
Jelenča (izvirno srbsko Јеленча) je naselje v Srbiji, ki upravno spada pod Mesto Šabac; slednja pa je del Mačvanskega upravnega okraja.

## Demografija
V naselju živi 1449 polnoletnih prebivalcev, pri čemer je njihova povprečna starost 39,5 let (38,5 pri moških in 40,4 pri ženskah). Naselje ima 626 gospodinjstev, pri čemer je povprečno število članov na gospodinjstvo 2,88.
To naselje je, glede na rezultate popisa iz leta 2002, večinoma srbsko, a v času zadnjih treh popisov je opazno zmanjšanje števila prebivalcev.
|  |

| Demografija | Demografija     | Demografija     |
| Leto        | Št. prebivalcev | Št. prebivalcev |
| ----------- | --------------- | --------------- |
|             |                 |                 |
|             |                 |                 |
|             |                 |                 |
|             |                 |                 |
| 1948        | 526             |                 |
| 1953        | 607             |                 |
| 1961        | 1133            |                 |
| 1971        | 1579            |                 |
| 1981        | 1950            |                 |
| 1991        | 1902            | 1848            |
| 2002        | 2047            | 1803            |
|             |                 |                 |

| Etnična sestava po popisu iz leta 2002 | Etnična sestava po popisu iz leta 2002 | Etnična sestava po popisu iz leta 2002 | Etnična sestava po popisu iz leta 2002 | Etnična sestava po popisu iz leta 2002 |
| -------------------------------------- | -------------------------------------- | -------------------------------------- | -------------------------------------- | -------------------------------------- |
| Srbi                                   | Srbi                                   |                                        | 1.744                                  | 96,72%                                 |
| Romi                                   | Romi                                   |                                        | 23                                     | 1,27%                                  |
| Hrvati                                 | Hrvati                                 |                                        | 4                                      | 0,22%                                  |
| Muslimani                              | Muslimani                              |                                        | 3                                      | 0,16%                                  |
| Madžari                                | Madžari                                |                                        | 1                                      | 0,05%                                  |
| Bolgari                                | Bolgari                                |                                        | 1                                      | 0,05%                                  |
| Neznano                                | Neznano                                |                                        | 9                                      | 0,49%                                  |